# Ioannina heremiet
De Ioannina heremiet (Pseudochazara amymone) is een vlinder uit de familie van de Nymphalidae, uit de onderfamilie van de Satyrinae. De soort is voor het eerst wetenschappelijk beschreven als John Brown in een publicatie uit 1976.
Deze soort wordt door sommige auteurs als een ondersoort van Pseudochazara mamurra beschouwd. In Verovnik en Wiemers (2016) wordt voorgesteld dit taxon voortaan als een aparte soort te beschouwen.
De soort komt voor in Albanië en Noordwest-Griekenland (Ioannina) op rotsachtige hellingen met weinig begroeiing.